# Wilhelm Eurenius

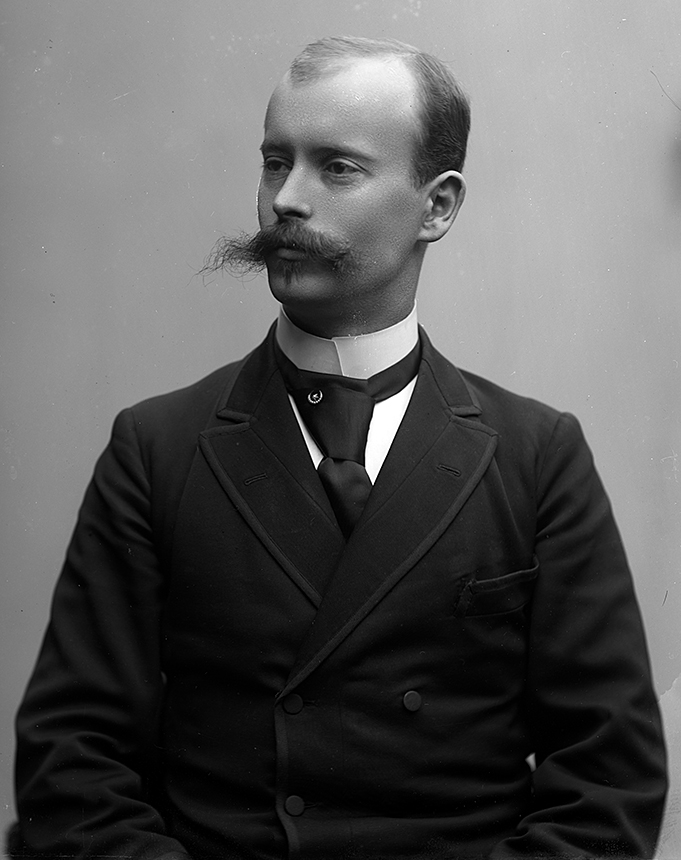
Fotografen Wilhelm Eurenius.

Daniel Gustaf Wilhelm Eurenius, född 26 juni 1863 i Jakobs församling, Stockholm, död 1 juli 1925 i Nättraby församling, Blekinge var en svensk hovfotograf.
Han hade fotoateljé i Göteborg mellan 1888 och 1897, bland annat på Kungsportsavenyen 1. Han flyttade därefter till Karlshamn och tog över fotografen Alexander Jerns ateljé på Ronnebygatan 20. Han flyttade till Karlskrona 1905 och drev ateljé på Ronnebygatan 23 till och med sin död 1925. Han hade även tidvis en filial i marketenteribyggnaden vid Karlskrona grenadjärregemente (I 7) vid Gräsvik samt vid Blekinge bataljon (I 30) på Bredåkra hed norr om Ronneby.
Han var prisbelönt i Göteborg 1891, Uddevalla 1894, Malmö 1896 och Karlskrona 1902.
Han var son till Stockholmsfotografen Wilhelm Abraham Eurenius och övertagare av ateljénamnet.